# Lenguas garawanas
Las lenguas garawanas, garrwanas o yanyi, son una pequeña familia lingüística de lenguas aborígenes australianas que se hablaron en el norte de Australia.
Este grupo de lenguas incluyen:
- Garawa (Garrwa, norte)
- Waanyi (Wanji, sur)
- Gunindiri (Kurnindirri, suroeste)

El gunindiri está muy mal documentado.
Se considera que las lenguas garawanas están relacionadas con las lenguas pama-ñunganas, aunque dicha relación se es rechazada en Bowern 2011. Las lenguas garawanas están estrechamente emparentadas entre sí, y Dixon (2002) afirma que se podría reconstruir el proto-garawa-waanyi de manera bastante directa.